# Murdock (Nebraska)
Murdock – wieś w Stanach Zjednoczonych, w stanie Nebraska, w hrabstwie Cass.